# Leucania zeae
Leucania zeae is een vlinder uit de familie uilen (Noctuidae). De wetenschappelijke naam is voor het eerst geldig gepubliceerd in 1827 door Duponchel.
De soort komt voor in Europa.